# موزه ادبیات استونی

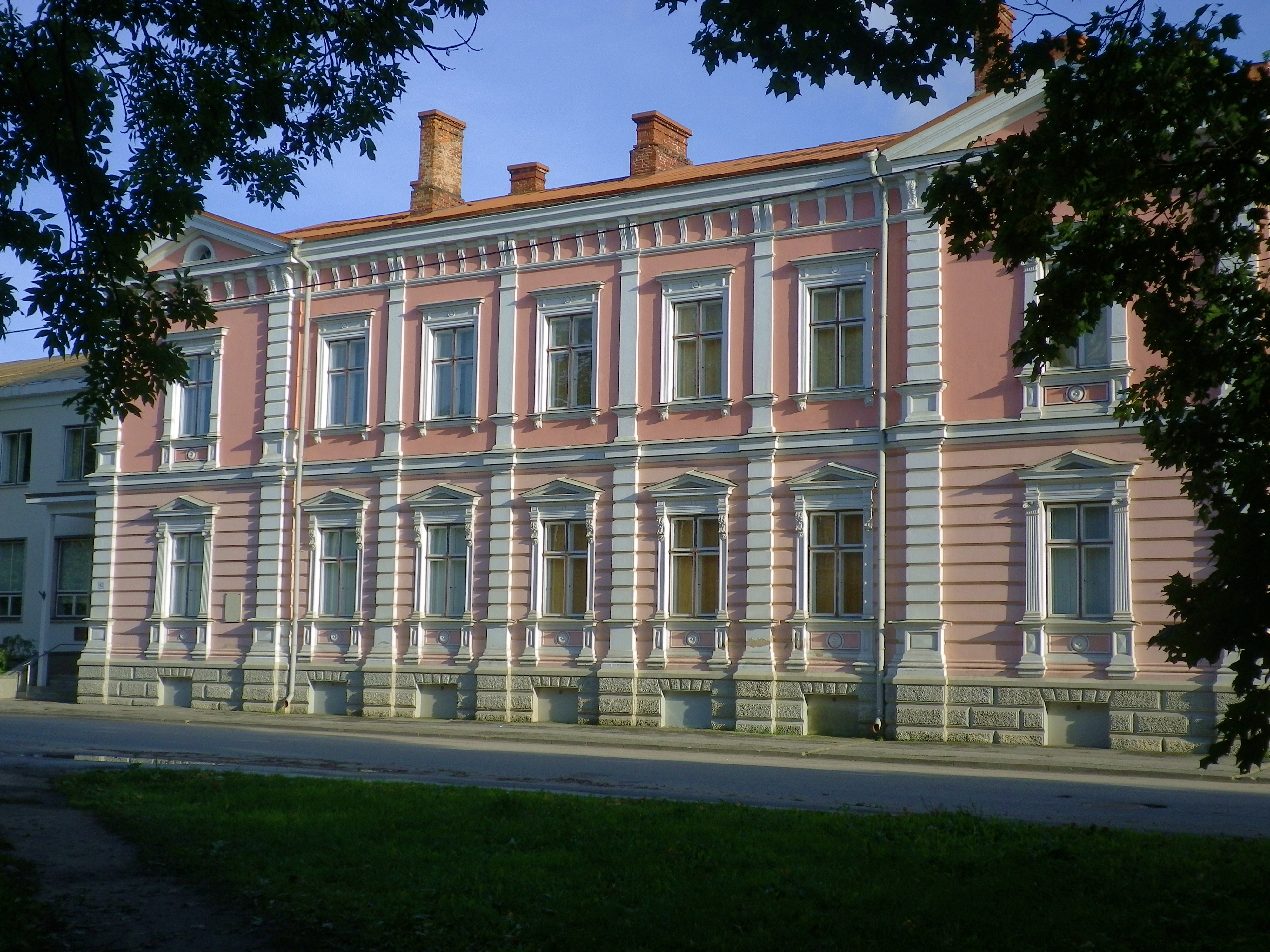
ساختمان موزه ادبیات استونی

موزه ادبیات استونی (به انگلیسی: Estonian Literary Museum) مؤسسه تحقیقاتی ملی وزارت آموزش و تحقیقات استونی است که مأموریت آن بهبود میراث فرهنگی استونی، جمع‌آوری، حفظ، تحقیق و انتشار نتایج آن است.
این موزه شامل یک کتابخانه است که در سال ۱۹۰۹ با ۱۰٬۰۰۰ جلد کتاب افتتاح شده‌است، کتابخانه هم‌اکنون دارای ۸۰۹٬۰۰۰ کتاب و نشریه از زبان‌های مختلف به‌همراه جزوات و نقشه‌ها است. همچنین بایگانی فولکلور استونی از دیگر بخش‌های موزه است که در سال ۱۹۲۷ تأسیس شده و شامل آهنگ‌ها و نوشته‌ها دربارهٔ رقص‌ها، آداب و رسوم فولکلوریک استونی و مردم فینو-اوگری، آلمانی‌های بالتیک، مردم روس و یهودیان است.
بایگانی تاریخ فرهنگ استونی که در سال ۱۹۲۹ تأسیس شده و همچنین دپارتمان فولکوریست که در سال ۱۹۴۷ تأسیس شده و وظیفه چاپ مجله‌های دانشگاهی و سایر مجموعه‌های انتشارات فولکلور را برعهده دارد از دیگر بخش‌های موزه ادبیات استونی است.

## نگارخانه
